# Mývatnsheiði
Mývatnsheiði är en hed i republiken Island.   Den ligger i regionen Norðurland eystra, i den centrala delen av landet, 260 km nordost om huvudstaden Reykjavík.